# Kali Bening
Kali Bening is een bestuurslaag in het regentschap Musi Rawas van de provincie Zuid-Sumatra, Indonesië. Kali Bening telt 1382 inwoners (volkstelling 2010).